# Energy Sciences Network
A Energy Sciences Network (do inglês: Energy Sciences Network), mais conhecida pelo acrônimo ESNet, é uma rede de alta velocidade que serve aos cientistas e colaboradores do Departamento de Energia dos Estados Unidos (DOE) em todo o mundo. É gerenciada pela equipe do Laboratório Nacional de Lawrence Berkeley.